# Tiurida
Tiurida (Ahd. ‚Ruhm‘) ist das fünfte Studioalbum des Pagan- / Viking-Metal-Projekts Falkenbach. Es wurde am 28. Januar 2011 über das österreichische Label Napalm Records veröffentlicht.

## Entstehung und Veröffentlichung
Als Gastmusiker engagierte Markus „Vratyas Vrakyas“ Tümmers wie auch bei den Vorgängeralben Ok nefna tysvar ty und Heralding – The Fireblade Patrick „Hagalaz“ Damiani, Philip „Tyrann“ Breuer, Michel „Boltthorn“ Spithoven, die früher zusammen in der luxemburgischen Band Le Grand Guignol spielten und Florian „Alboîn“ Dammasch von Eïs. Geschrieben wurden die Lieder fast ausschließlich von Tümmers, jedoch wurde das Lied Sunnavend zusammen mit Damiani verfasst, und Breuer schrieb einen der Texte.
Die Aufnahmen und Abmischung fanden bis Mitte September 2010 im TidalWave Studio in Karlsdorf statt und wurden von Patrick „Hagalaz“ Damiani, der auch als Gastmusiker auf dem Album mitwirkte, durchgeführt. Gemastert wurde das Album durch Robin Schmidt im 24-96 Mastering Studio in Karlsruhe. Das Layout wurde von Florian „Alboîn“ Dammasch und Markus „Vratyas Vrakyas“ Tümmers in der Farbstimmung des Bildes Sonnenaufgang im Yosemite Tal von Albert Bierstadt, das im Beiheft zu sehen ist, gestaltet. Als Bonustitel enthalten manche Versionen von Tiurida das Lied Asaland. Es handelt sich dabei um eine veränderte und neu aufgenommene Version des gleichnamigen Liedes auf dem 1995 erschienenen Demo Læknishendr.
Das Album wurde zunächst nur auf dem argentinischen Markt über Icarus Music als einfache Jewelcase-Version veröffentlicht. Auf dem europäischen Markt erschien es als Digipak, Boxset und Gatefold-Schallplatte und erst deutlich später als Jewelcase-Version. Die einzelnen Aufmachungen unterscheiden sich folgendermaßen:
- Limited Digipack – Digipak-Aufmachung mit schwarz-weißem Cover, das vom Artwork des Beihefts abweicht. Die Version enthält die reguläre Titelliste inklusive Bonustitel und erschien in limitierter Auflage.[7]
- Strictly Limited Edition Deluxe Box Set – Enthält den Limited Digipack in zusätzlicher gold-bräunlicher Box sowie einer Kette mit Falkenbach-Logo. Die Auflage liegt bei 1000 Exemplaren. Bei Vorbestellung lag der Edition zusätzlich ein Din-A2-großes Poster des Covers bei.[8]
- Vinyl – Schallplatte mit Gatefold-Verpackung im Design des Booklet-Artworks. wie auf den beiden limitierten CD-Versionen ist der Bonustitel Asaland enthalten. Es wurden 250 Versionen mit weißen Schallplatten, 150 mit schwarzen und 100 mit goldenen Veröffentlicht.[9]
- Jewelcase – Als Cover dieser Version dient das Booklet, in dessen Design auch das Backcover gestaltet ist. Der Bonustitel Asaland ist nicht enthalten.

## Titelliste
1. Intro – 1:38
2. … Where His Ravens Fly … – 7:24
3. Time Between Dog and Wolf – 6:01
4. Tanfana – 5:31
5. Runes Shall You Know – 5:59
6. In Flames – 7:53
7. Sunnavend – 5:51
8. Asaland (Bonus Track) – 4:03

## Stil
Musikalisch wird das Album von der Fachpresse zwischen Pagan und Viking Metal eingeordnet. Anders als das Vorgängeralbum fällt es relativ ruhig aus und erinnert so mehr an Ok nefna tysvar ty. Überwiegend wird der Gesang klar vorgetragen, lediglich bei Time Between Dog and Wolf und In Flames wir gutturaler Gesang verwendet. Die Texte auf Tiurida handeln von Wikingern, Runen und nordischer Mythologie und sind teilweise als Ruhmesgesang gehalten.

## Rezeption
Die Reaktionen der Fachpresse über das Album fielen gemischt aus. Zwar wird Tiurida meist gut bewertet, aber bleibe unter dem von Falkenbach gewohnten Niveau zurück. Justus Ledig vom Webzine metal1.info unterstellte dem Album, indirekt das schwächste aller Falkenbach-Alben zu sein, merkte jedoch an, dass dies „‚Jammern‘ auf höchstem Niveau“ sei. Er vergab für das Album 8,5 von 10 Punkten und kommentierte: „‚Tiurida‘ ist von einem Meisterwerk noch ein Stück entfernt, bleibt aber eine sehr gelungene Platte eigenständigen, zeitgemäßen und wegweisenden Viking Metals.“
Ebenfalls 8,5 von 10 Punkten vergab Stefan Frühauf von dark-festivals.de. Er kommentierte, dass Falkenbach mit Tiurida „in hörenswerter Weise“ zurückkehren und „Freunde atmosphärischer Viking-Metal-Hymnen“ mit dem Album „sehr gut bedient“ würden.
Sebastian Kessler vergab in seiner Rezension im deutschen Metal Hammer 5 von 7 Punkte für das Album und schloss sein Fazit mit den Worten: „Zwar sind nicht alle Songs auf [dem] Hit-Niveau [wie ‚In Flames‘, das zwischen verträumten Akustik-Teilen und melodischem Black Metal pendelt und zu fesseln weiß], unterm Strich bleibt TIURIDA aber ein abwechslungsreiches und atmosphärisch stimmiges Album, zu dem sich ebenso gemütlich Abhängen wie Feiern lässt.“
Eine sehr positive Kritik wurde auf metal.de, verfasst durch Markus Endres, veröffentlicht. Endres vergibt für das Album 9 von 10 Punkte und schrieb: „Verglichen mit den bisherigen Alben empfinde ich ‚Tiurida‘ als nochmals weiter gereiftes Werk, das sämtliche Trademarks FALKENBACHs gekonnt in sich vereint, dabei äußerst abwechslungsreich gestaltet ist, und ein wenig stärker die folkloristische Seite zum Vorschein bringt. Die majestätischen Hymnen auf ‚Tiurida‘ bestechen durch nachvollziehbare, perfekte Melodiebögen, die sich sofort im Gedächtnis festsetzen, klare, ergreifende Gesänge und einer Atmosphäre, wie sie auch die Viking-Metal-Alben von BATHORY einst beseelt hatte. Der charakteristische Klang FALKENBACHs wurde beibehalten und auf brillante Weise umgesetzt. Ganz große Epik!“